# Our Skyy - Yak hen thong fah pen yang wan nan
Our Skyy - Yak hen thong fah pen yang wan nan (อยากเห็นท้องฟ้าเป็นอย่างวันนั้น) è una serie antologica BL thailandese del 2018. Ciascun episodio è strutturato come spin off di una diversa serie di GMMTV.
La serie è composta da due stagioni. La prima stagione è andata in onda dal 23 Novembre 2018 al 19 Dicembre 2018 su LINE TV. La seconda stagione è andata in onda dal 19 Aprile 2023 all'8 Giugno 2023 su GMM25 e sul canale ufficiale YouTube di GMMTV.

## Trama
Ogni episodio di Our Skyy ha come protagonista una coppia omosessuale, già comparsa in precedenza in una serie di GMMTV, della quale esplora la relazione, sviluppando la storia.

## Episodi

### Primo episodio
Titolo: PickRome (23 Novembre 2018)
Spin-off di: Run phi Secret Love (Prequel)
Protagonisti: Rome e Pick 

#### Trama
Un disastroso appuntamento si trasforma in un'esperienza ancora più complicata quando, al mattino seguente, i due si svegliano ognuno nel corpo dell'altro.

### Secondo episodio
Titolo: InSun (30 Novembre 2018)
Spin-off di: My Dear Loser - Rak mai aothan (Sequel)
Protagonisti: Sun e In

#### Trama
La storia d'amore tra Sun e In è finita, ma mentre uno dei due cerca di avere una seconda chance, l'altro ha già iniziato una nuova relazione.

### Terzo episodio
Titolo: TeeMork (7 Dicembre 2018)
Spin-off di: A-Tee khong pom (Prequel)
Protagonisti: Tee e Mork

#### Trama
Mentre si avvicina il loro terzo anniversario, Tee sospetta che Mork possa tradirlo.

### Quarto episodio
Titolo: PeteKao (14 Dicembre 2018)
Spin-off di: Kiss: The Series (Prequel), Kiss Me Again (Prequel), Dark Blue Kiss (Sequel)
Protagonisti: Kao e Pete

#### Trama
Una veggente predice a una coppia che si separerà. I due faranno di tutto per evitare la rottura.

### Quinto episodio
Titolo: ArthitKongphop (21 Dicembre 2018)
Spin-off di: Sotus: The Series (Prequel), Sotus S: The Series (Prequel)
Protagonisti: Kongpob e Arthit

#### Trama
Kongpop deve andare all'estero. La sua relazione con Arthit finirà o resisterà alla distanza?